# Vecchietta
Francesco di Giorgio e di Lorenzo (Castiglione d'Orcia, v. 1410 - 6 juin 1480), dit Vecchietta ou Lorenzo di Pietro, est un peintre, un sculpteur, un orfèvre et un architecte siennois de la Renaissance. 
Il est remarqué pour ses sculptures polychromes et ses bronzes.

## Biographie
Vecchietta est né à Castiglione d'Orcia dans la province de Sienne. La place centrale du village où se trouve le palazzo comunale  (« maison communale, mairie ») porte son nom : Piazza Vecchietta.
De 1433 à 1439, il assiste  Masolino da Panicale dans ses fresques  pour Castiglione D'Olona. 
Il retourne à Sienne pour peindre les fresques  de la  Vision de Santa Sorore (1441) pour l'hôpital Santa Maria della Scala avec Domenico di Bartolo (1403-1445) et Pietro di Giovanni d'Ambrogio. Il peint aussi les fresques de la grande sacristie et les portes du reliquaire conservées à la Pinacothèque de Sienne.
Il a aussi collaboré aux travaux du dôme de Pienza pour le pape Pie II et peint le triptyque de l'Assomption que l'on peut voir dans une des chapelles.
Il réalise le ciboire en bronze aujourd'hui dans le chœur du Duomo de Sienne.
Il est l'auteur en 1476 du Christ ressuscité, statue en bronze au centre de l'église de l'Annonciation de l'hôpital Santa Maria della Scala.
Neroccio di Bartolomeo de' Landi et Francesco di Giorgio Martini ont été de ses élèves, comme probablement Benvenuto di Giovanni del Guasta.

## Œuvres
- L'Assunzione della Madonna con i santi Agata, Pio, Callisto e Caterina da Siena (« Assomption de Notre Dame avec les saints Agathe, Pio, Callixte et Catherine de Seinne ») (1451), dôme de Pienza
- Christ ressuscité, statue en bronze au centre de l'église de l'Annonciation de l'hôpital Santa Maria della Scala.
- Vision de sainte Sorore (1441),  l'hôpital Santa Maria della Scala, avec Domenico di Bartolo et Pietro di Giovanni d'Ambrogio
- Ciboire en bronze, chœur du dôme de Sienne
- La Vierge et l'Enfant en majesté, avec saint Barthélémy, saint Jacques, saint Éloi, saint André, saint Laurent et saint Dominique, 1457, détrempe sur bois, 156 × 230 cm, musée des Offices, Florence. Exécuté à la demande d'un marchand de soies, Giacomo d'Andreuccio, il provient de la villa de Monteselvoli[1].
- Figures des saints Pierre et Paul (1458-1460),  Loggia della Mercanzia, Sienne
- Deux flagellants agenouillés, musée Condé, Chantilly
- Arliquiera,  sur laquelle figure une annonciation d'encadrement, pinacothèque nationale de Sienne
- Saint Pierre martyre (Pierre de Vérone), bois, 195 × 104 cm, Collection Vittorio Cini, Venise[2]
- Assunta de Santa Maria del Corso, retable en bois sculpté et peint en deux fragments (Dormition et Assomption), 1477-1482, en collaboration avec Neroccio di Bartolomeo de' Landi, musée de la villa Guinigi de Lucques.